# Tiếng Phu Thái
Tiếng Phu Thái (tiếng Thái: ภาษาผู้ไท, phát âm tiếng Thái: [Pha-xả Phu-thay]) là một ngôn ngữ Tai Tây Nam nói tại Lào và Thái Lan. Mặc dù nó có vẻ khác với tiếng Isan và tiếng Lào, nhưng nó được sử dụng ở những khu vực mà các ngôn ngữ này chiếm ưu thế và chịu ảnh hưởng từ chúng. Những nỗ lực để phân biệt tiếng Phu Thái với các ngôn ngữ Tai khác như Tày Kháng vẫn chưa được thực hiện đầy đủ có hệ thống để mang lại kết quả thuyết phục. Tiếng Phu Thái có sự tiếp xúc với các ngôn ngữ Cơ Tu, một ngữ chi thuộc ngữ hệ Nam Á. Cho dù khu vực Phu Thái ở Trung Lào hay một số nơi ở vùng Đông Bắc Thái Lan trong thời gian gần đây, người ta có thể tìm thấy một số ngôn ngữ Cơ Tu bản địa như: tiếng Bru, tiếng So hoặc tiếng Katang.

## Phân bố
Người Phu Thái ở Thái Lan có dân số khoảng 156.000 người vào năm 1993. Họ sống chủ yếu ở xung quanh Mukdahan, đặc biệt là huyện Khamcha-i, thị xã Nakhon Phanom, Ubon Ratchathani, Kalasin và Sakon Nakhon. Người Phu Thái cũng sống ở các tỉnh Khammouane, Savannakhet của Lào. Một số cộng đồng khác được ghi nhận ở các tỉnh Saravan, Champassak của Lào, miền bắc Việt Nam, có thể ở cả Trung Quốc.
Có rất ít phương ngữ khác nhau ở Trung Lào và Đông Bắc Thái Lan. Người Phu Thái ở Việt Nam được gọi (hoặc tự nhận mình) là Phu Thái hoặc Phu Tai nói các phương ngữ có hệ thống thanh điệu khác nhau.
Người Tai Gapong hay Tai Kapong sống ở huyện Nape của Ban Nahuong, tỉnh Bolikhamsai, Lào nói một phương ngữ hơi khác biệt. Ở Việt Nam, người Phu Thái được xếp vào nhóm người Thái, cùng với Thái Đen, Thái Đỏ, Thái Trắng, Thái Thanh và Thái Hàng Tổng. Nhóm người Thái là nhóm lớn thứ ba trong số 54 dân tộc được Chính phủ Việt Nam công nhận.

## Tình trạng
Mặc dù có di sản phong phú và sử dụng trong khu vực rộng lớn, tại Thái Lan, ngôn ngữ này đang bị gộp vào tiếng Isan chính thống.